# Adieu Berthe (film)
Pour les articles homonymes, voir Adieu Berthe (homonymie).
Pour plus de détails, voir Fiche technique et Distribution.
Adieu Berthe – sous-titré L'Enterrement de Mémé – est un film français de Bruno Podalydès, coécrit avec son frère Denis Podalydès et sorti en 2012.

## Synopsis
Alors que Mémé vient de mourir, Armand Lebrecq, pharmacien à Chatou dans les Yvelines, doit jongler entre un père atteint d'Alzheimer, une femme qui ne veut plus le quitter (Hélène), une maîtresse qui devient envahissante (Alix)… Sans compter qu'Armand doit préparer un tour de magie pour l'anniversaire de la fille de cette dernière, Julie. Et dans tout ça, qu'est-ce qu'on fait pour Berthe ? On l'enterre ou on l'incinère ?

## Fiche technique
- Titre : Adieu Berthe — L'Enterrement de Mémé
- Réalisation : Bruno Podalydès
- Scénario : Bruno Podalydès et Denis Podalydès
- Décors : Guillaume Deviercy
- Costumes : Rachel Quarmby-Spadaccini
- Photographie : Pierre Cottereau
- Son : Laurent Poirier
- Production : Pascal Caucheteux
- Société de production :  Why Not Productions
- Pays d'origine :  France
- Budget : 3,4 millions d'euros[1]
- Format : couleur - 35 mm - 1,85:1 - Dolby Digital
- Genre : comédie
- Durée : 100 minutes
- Date de sortie : France et Belgique : 20 juin 2012

## Distribution
- Denis Podalydès : Armand Lebrecq
- Valérie Lemercier : Alix, la maîtresse d'Armand
- Isabelle Candelier : Hélène, la femme d'Armand
- Catherine Hiegel : Suzanne, la belle-mère d'Armand
- Pierre Arditi : le père d'Armand
- Benoît Hamon : Vincent, le fils d'Armand
- Michel Vuillermoz : Charles Rovier-Boubet, le directeur des pompes funèbres Définitif
- Jean-Noël Brouté : un employé des pompes funèbres Définitif
- Bruno Podalydès : Yvon Grinda, le directeur des pompes funèbres Obsé-cool
- Samir Guesmi : Haroun, un employé des pompes funèbres Obsé-cool
- Noémie Lvovsky : la pleureuse au cimetière
- Michel Robin : M. Salvini, un pensionnaire de la maison de retraite
- Judith Magre : Mme de Tandévou, une pensionnaire de la maison de retraite
- Emeline Bayart : l'infirmière de la maison de retraite
- Vimala Pons : Berthe Lebrecq (Mémé) jeune femme
- Lola Arnaud-Lefebvre : Julie, la fille d'Alix
- Marta Rossi : Olga, la préparatrice en pharmacie
- Pierre Diot : le client de la pharmacie
- Pierre Edernac, Pierre Switon, Sylvain Solustri, Roger Roka : les magiciens

## Production

### Distribution

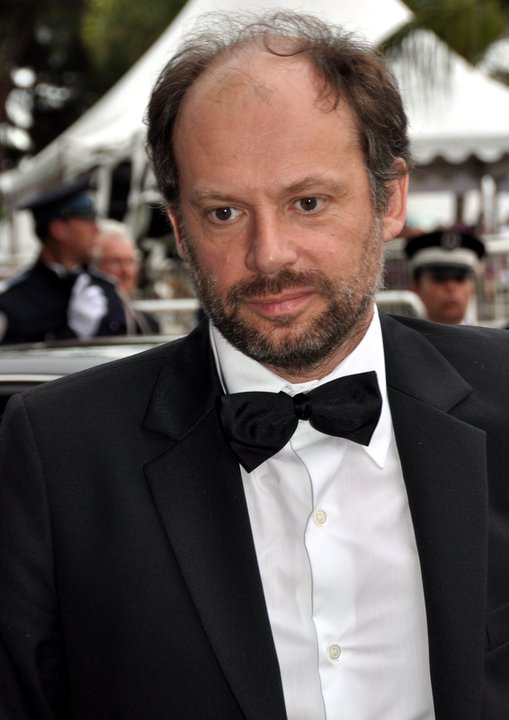
Denis Podalydès (Armand).

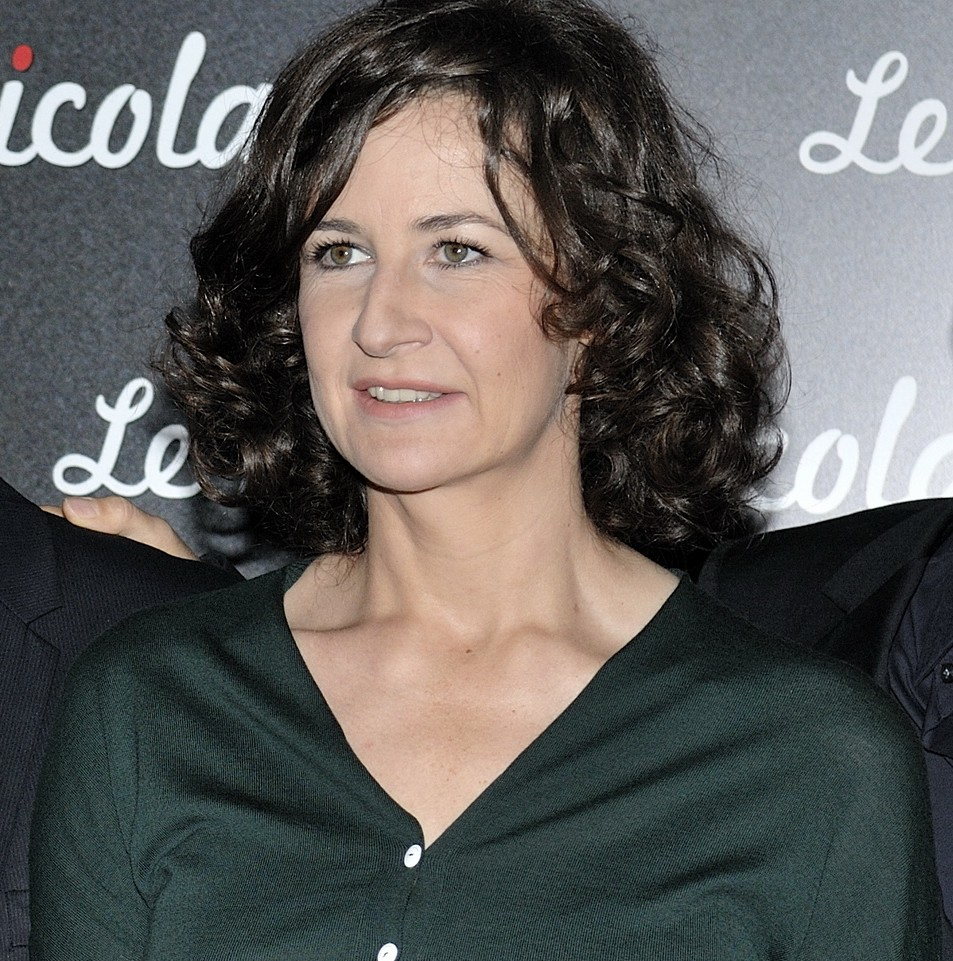
Valérie Lemercier (Alix).

Comme dans tous les films de Bruno Podalydès depuis Versailles Rive-Gauche, son frère Denis tient le rôle principal.
C'est en revanche la première collaboration de Valérie Lemercier avec le réalisateur. Elle explique qu'elle avait d'abord refusé le rôle à cause de son agenda chargé mais qu'elle a changé d'avis quand elle a vu les réactions de Denis et Bruno Podalydès : « Et puis j’ai vu la tête des frères Podalydès. Ils étaient déçus, mais tellement pas combatifs, une sorte d’abattement résigné… Ça m’a convaincue. »

### Tournage
Le film a été tourné (Générique du film). :
- à Paris ;
- en Seine-et-Marne :
  - Couilly-Pont-aux-Dames où est située la maison de retraite des artistes[2] ;
  - Tigeaux ;
  - Voulangis ;
  - La Celle-sur-Morin ;
  - Coulommiers ;
- dans les Yvelines :
  - Chatou ;
  - Bougival ;
  - Croissy-sur-Seine.

### Musique
- Comme un p'tit coqulicot de Mouloudji.
- Il est trop tard de Georges Moustaki, 1969.
- Prélude and Fugue No. 1 in C major, de Jean-Sebastien Bach, par The Swingle Singers.
- Symphonie n°40, de Wolfgang Amadeus Mozart, par The Swingle Singers.
- Prélude XVIII, de Jean-Sebastien Bach,  par The Swingle Singers.
- glass bells, de et par Oliver Vessey
- glass harmonica, de et par Oliver Vessey
- Light and shadow par Vangelis
- Live forever par Joe Ely

## Sortie et réception critique
Le film a été sélectionné à la Quinzaine des réalisateurs au 65e festival de Cannes.
Pour Isabelle Regnier du Monde, Adieu Berthe « est le film le plus accompli, le plus totalement enthousiasmant de son auteur ». Amélie Dubois des Inrockuptibles  partage le même enthousiasme : elle y voit « le plus beau film » de Bruno Podalydès et regrette que le film n'ait pas été sélectionné en compétition au festival de Cannes. Nicolas Schaller, dans Le Nouvel Observateur, se réjouit de cette nouvelle comédie après la déception de Bancs publics (Versailles Rive-Droite).  Charlotte Renaud, dans la revue Étvdes, trouve la première partie du film « hilarante » et la seconde « un peu longue ». Dans le mensuel So Film, Emmanuel Burdeau apprécie la satire autour du « business du deuil » mais trouve la représentation du couple moins réussie. Dans L'Express, Éric Libiot juge que le film n'est « ni mauvais, ni satisfaisant ».
Avec 702 626 entrées en France, Adieu Berthe se classe à la 2e place des films français les plus rentables de 2012.

## Distinctions

### Nomination
- Césars 2013 :  Meilleur scénario original